# Муравский, Назарий Владимирович
Наза́рий Влади́мирович Мура́вский (укр. Назарій Володимирович Муравський; род. 3 февраля 2000, Кашперовка, Житомирская область) — украинский футболист, защитник клуба ЛНЗ.

## Клубная карьера
Воспитанник молодёжной академии донецкого «Металлурга». В ДЮФЛУ с 2013 по 2016 год играл за киевские ДЮСШ-15 и «КОДЮСШ-Арсенал» (Счастливое). В 2017 году перебрался в молодёжную академию «Шахтёра». Сезон 2017/18 годов провел в юношеском чемпионате Украины, в следующем сезоне также выступал в юношеском чемпионате Украины, но также дебютировал в молодёжной команде «горняков». Первую часть сезона 2019/20 годов провел в молодёжной команде донецкого клуба (16 матчей). С 2017 по 2019 год выступал в Юношеской лиге УЕФА, где сыграл 18 матчей и отличился 1 голом[1].
Зимой 2020 года отправился на просмотр в «Мариуполь», по результатам которого 19 февраля 2020 подписал с «азовцами» арендное соглашение до завершения сезона. В футболке мариупольского клуба дебютировал 29 февраля 2020 в проигранном (0:4) выездном поединке 20-го тура Премьер-лиги против черниговской «Десны». Назарий вышел на поле на 46-й минуте, заменив Джойским Дава.

## Карьера в сборной
Вызывался в состав юношеской сборной Украины (U-18), но не сыграл в ёё составе ни одного матча. В футболке юношеской сборной украины (U-19) дебютировал 9 сентября 2018 в победном (4:1) товарищеском матче с юношеской сборной Казахстана (U-19). Муравский вышел на поле в стартовом составе и отыграл весь матч. В составе сборной Украины U-19 провел 6 матчей.